# Кизак (река)
Кизак — река в России, протекает по Мокроусовскому району Курганской области и Упоровском районе Тюменской области. Устье реки находится в 56 км по левому берегу реки Емуртла, около Слободчики. Длина реки составляет 63 км. Площадь водосборного бассейна — 2680 км².

## Притоки
- Малый Кизак, у с. Крепость, 50 км от устья
- Манай, у с. Щигры, 22 км от устья
- Широкий, 18 км от устья

## Данные водного реестра
По данным государственного водного реестра России относится к Иртышскому бассейновому округу, водохозяйственный участок реки — Тобол от города Курган до впадения реки Исеть, речной подбассейн реки — Тобол. Речной бассейн реки — Иртыш.
Код объекта в государственном водном реестре — 14010500412111200002494.

## Населённые пункты

### В Мокроусовском районе Курганской области
- д. Пороги
- с. Мокроусово
- д. Кукарская
- с. Крепость
- д. Кокарево
- д. Ерёмино
- с. Уварово
- д. Курская
- с. Щигры

### В Упоровском районе Тюменской области
- Видонова
- Кизак
- Масали
- Хрящевка (нежил.)
- Маркова
- Слободчики